# Лука Тудор
Лука Никола Тудор Бакулић (шп. Luka Nicola Tudor Bakulic; Сантијаго, 21. фебруар 1969) је бивши чилеански фудбалер. Играо је на позицији нападача.
Тудор је пореклом са острва Хвар у Далмацији, одакле су се његови преци доселили у Пунта Аренас у Чилеу.

## Успеси
Сион
- Куп Швајцарске  (1) : 1990/91.[7]

 Њуелс олд бојс
- Прва лига Аргентине (1) : 1992. Клаусура[8]

 Универсидад католика
- Куп Чилеа  (1) : 1995.[9]
- Копа интерамерикана  (1) : 1994.[10]

 Коло Коло
- Прва лига Чилеа  (1) : 1997. Клаусура[11]